# Fernanda Martins
Fernanda Raquel Borges Martins (* 26. Juli 1988 in Santa Cruz do Sul) ist eine brasilianische Leichtathletin, die sich auf den Diskuswurf spezialisiert hat.

## Sportliche Laufbahn
Erste internationale Erfahrungen sammelte Fernanda Martins im Jahr 2007, als sie bei den Juniorensüdamerikameisterschaften in São Paulo mit einer Weite von 44,44 m die Goldmedaille gewann. Im Jahr darauf belegte sie bei den U23-Südamerikameisterschaften in Lima mit 45,30 m den vierten Platz und 2010 siegte sie dann bei den U23-Südamerikameisterschaften, die im Zuge der Südamerikaspiele in Medellín ausgetragen wurden mit einem Wurf auf 55,68 m. Im Jahr darauf gewann sie bei den Südamerikameisterschaften in Buenos Aires mit 54,18 m die Bronzemedaille hinter ihrer Landsfrau Andressa de Morais und Karen Gallardo aus Chile. Anschließend belegte sie bei der Sommer-Universiade in Shenzhen mit 56,46 m den siebten Platz und startete dann bei den Panamerikanischen Spielen in Guadalajara und wurde dort mit 54,56 m ebenfalls Siebte. 2012 gewann sie bei den Ibero-Amerikanischen Meisterschaften in Barquisimeto mit 57,87 m die Silbermedaille hinter ihrer Landsfrau de Morais und 2013 siegte sie dann mit 60,79 m bei den Südamerikameisterschaften in Cartagena, ehe sie bei den Weltmeisterschaften in Moskau ohne eine Weite in der Qualifikationsrunde ausschied. Im Jahr darauf nahm sie erneut an den Südamerikaspielen in Santiago de Chile teil und gewann dort mit einer Weite von 56,08 m die Bronzemedaille hinter der Chilenin Karen Gallardo und Rocío Comba aus Argentinien. Im August gewann sie beim Panamerikanischen Sportfestival in Mexiko-Stadt mit 60,87 m die Silbermedaille hinter der Kubanerin Denia Caballero und auch bei den Ibero-Amerikanischen Meisterschaften in São Paulo sicherte sie sich mit 59,08 m die Silbermedaille hinter der Chilenin Gallardo.
2015 gewann sie bei den Südamerikameisterschaften in Lima mit 58,22 m die Silbermedaille hinter ihrer Landsfrau de Morais und wurde anschließend bei den Panamerikanischen Spielen in Toronto mit 60,50 m Vierte. Daraufhin schied sie bei den Weltmeisterschaften in Peking mit 56,74 m in der Vorrunde aus. Im Jahr darauf gewann sie bei den Ibero-Amerikanischen Meisterschaften in Rio de Janeiro mit 58,43 m die Silbermedaille hinter Gallardo und nahm daraufhin erstmals an den Olympischen Spielen ebendort teil, verpasste dort aber mit 51,85 m den Finaleinzug. 2017 gewann sie bei den Südamerikameisterschaften in Luque mit 60,80 m erneut die Silbermedaille hinter Landsfrau de Morais und schied anschließend bei den Weltmeisterschaften in London mit 58,51 m in der Vorrunde aus. Im Jahr darauf nahm sie erneut an den Südamerikaspielen in Cochabamba teil und gewann dort mit 57,29 m die Silbermedaille hinter de Morais und anschließend musste sie sich auch bei den Ibero-Amerikanischen Meisterschaften in Trujillo mit 60,14 m ihrer Landsfrau geschlagen geben. 
2019 gewann sie bei den Südamerikameisterschaften in Lima mit 60,87 m ein weiteres Mal die Silbermedaille hinter de Morais und anschließend gewann sie bei den Panamerikanischen Spielen ebendort mit 63,23 m die Silbermedaille hinter der Kubanerin Yaime Pérez. Im Oktober klassierte sie sich dann bei den Weltmeisterschaften in Doha mit 62,44 m im Finale auf dem sechsten Platz und gewann dann bei den Militärweltspielen in Wuhan mit 61,60 m die Silbermedaille hinter der Chinesin Feng Bin. 2021 nahm sie erneut an den Olympischen Spielen in Tokio teil, verpasste dort aber mit 57,90 m den Finaleinzug. Im Jahr darauf belegte sie bei den Ibero-Amerikanischen Meisterschaften in La Nucia mit 57,05 m den fünften Platz und anschließend schied sie bei den Weltmeisterschaften in Eugene mit 60,08 m in der Qualifikationsrunde aus.
In den Jahren 2014 und 2019 sowie 2020 und 2022 wurde Martins brasilianische Meisterin im Diskuswurf.